# Csetri Lajos
Csetri Lajos (Kisújszállás, 1928. március 16. – Szeged, 2001. december 25.) a 20. század egyik legjelentősebb magyar irodalomtörténésze, a Szegedi Egyetem iskolateremtő professzora.

## Életpályája
Tanulmányait a miskolci Lévay József Református Gimnáziumban (1953-tól Földes Ferenc Gimnázium), majd a veszprémi, később a szegedi Piarista Gimnáziumban végezte, de a háború megszakította előmenetelét: Németországba vezényelték kiképzésre. A Ruhr-vidéken érte őt a front, amerikai–francia hadifogságba került, 1946-ban betegen tért haza családjához. 1947-ben érettségit tett, de igen súlyos szív- és tüdőbetegsége kiújult, így fél évet Budakeszin töltött szanatóriumban. Pályaválasztását ez is befolyásolta, a bölcsészkarra, magyar–történelem szakra jelentkezett. Bognár Cecil, Hermann Egyed, Koltay-Kastner Jenő, Halász Előd tanítványa, szakdolgozatát Baróti Dezsőnél írta József Attila költészetéről. Először a szentesi gimnáziumban tanított (1951–1954), majd a budapesti TIT irodalmi szakosztályán dolgozott 1954–1957 között. 1955-ben ismét visszaesés következett be állapotában, így visszatért Szegedre, majd több orvosi beavatkozás kudarca után 1957-ben, 29 évesen rokkantnyugdíjazták. 1961-ben német szakon is diplomát szerzett. 1959–1963 között a Somogyi-könyvtárban dolgozott, s rendszeresen publikálni kezdett, először a Tiszatájban. Belefolyt az akkori esztétikai vitákba, a stílus- és irányzattörténeti iskola rehabilitálásával próbálkozott, a hivatalos kultúrpolitika képviselői azonban nem nézték jó szemmel ténykedését, így kénytelen volt pályát módosítani, irodalomkritikusból irodalomtörténész lett, a szegedi egyetemen pártfogójának, Szauder Józsefnek az örököse. 1966–1978 között adjunktus, 1978–1989 között docens, 1988-ban akadémiai doktori címet szerzett, a következő évben egyetemi tanárrá nevezték ki. 1986–1989 között tanszékvezető volt. 1989–1998 között egyetemi tanár volt. 1998-ban vonult nyugdíjba.
Csetri évtizedeken át számtalan – később szaktudományi karriert befutó – diák nevelője, a magyar irodalom 18–19. századi szakaszának kiemelkedő jelentőségű kutatója volt. Berzsenyi-kötete (Nem sokaság, hanem lélek, 1986.), valamint a nyelvújítás korával foglalkozó kritikatörténeti monográfiája (Egység vagy különbözőség?, 1990.) az irodalmi gondolkodás európai távlatait, stílus- és műfajtörténeti vonatkozásait, nyelvfilozófiai hátterét szövegközeli és mindig ötletes elemzések segítségével gondolta újra.
A 70 éves Csetri Lajost tisztelői és tanítványai 1999-ben tanulmánykötettel köszöntötték. Csetri saját kötetben meg nem jelent tanulmányaiból a Ligatura könyvsorozat halála után kétkötetes válogatást adott közre.

## Művei
- A magyar kritika évszázadai (társszerkesztő, 1981)
- Szöveggyűjtemény a reformkorszak irodalmából.Egyetemi segédkönyv; főszerk. Pándi Pál, szerk. Csetri Lajos, Wéber Antal; Tankönyvkiadó, Budapest, 1981
- Nem sokaság, hanem lélek. Berzsenyi-tanulmányok, Budapest: Szépirodalmi, 1986
- Egység vagy különbözőség? Nyelv- és irodalomszemlélet a magyar nyelvújítás korszakában, Budapest: Akadémiai, 1990
- Amathus. Válogatott tanulmányok I–II. (összeáll. Szajbély Mihály – Zentai Mária), Budapest, L'Harmattan, 2007

## Díjak, kitüntetések
- 1969 és 1987 – Szeged Város Alkotói Díja
- 1972 – A Szocialista Kultúráért
- 1977 – A Művészeti Alap Nívódíja
- 1981 – Kiváló Munkáért-díj
- 1994 – Apáczai Csere János-díj
- 1997 - SZAB-díj
- 1998 – A Magyar Köztársasági Érdemrend kiskeresztje
- 1999 - Toldy Ferenc-emlékérem
- 2001 - Szegedért Alapítvány díja

## Emlékkötet
- Mesterek és tanítványok : ünnepi tanulmánykötet a 70 éves Csetri Lajos tiszteletére, Budapest: Magvető, 1999